# Wojewódzki Szpital Specjalistyczny w Olsztynie
Wojewódzki Szpital Specjalistyczny w Olsztynie – szpital w Olsztynie, samodzielny publiczny zakład opieki zdrowotnej. Szpital ma 458 łóżek, dysponuje 24 oddziałami, 36 poradniami, 2 zakładami, 4 działami, blokiem operacyjnym, salą cięć cesarskich, stacją dializ, sterylizatornią oraz sanitarnym lądowiskiem dla helikopterów.
Koncepcja budowy nowych szpitali w Olsztynie zrodziła się w 1956 roku w grupie działaczy Wydziału Zdrowia Wojewódzkiej Rady Narodowej. Głównymi autorami pomysłu byli dr Józef Węgrzyn, dr Edward Mróz, mgr Eugeniusz Szulc oraz dr Mieczysław Szwałkiewicz. W ówczesnych latach w Olsztynie były dwa szpitale: Szpital Wojewódzki – obecnie Miejski i Szpital Dziecięcy – obecnie Wojewódzki Specjalistyczny Szpital Dziecięcy.
Prace nad budową szpitala ruszyły w 1964. Ukończone zostały w 1970. Pierwszy pacjent został przyjęty 4 maja 1970 roku. W marcu 2008 roku rozpoczęto modernizację szpitala, która obejmowała dobudowę nowego skrzydła przeznaczonego na blok operacyjny i centralną sterylizatornię do istniejącego głównego budynku szpitalnego w skład którego weszły:
- Blok operacyjny z 12 salami operacyjnymi,
- Sala wybudzeń na 17 stanowisk – jako kompleksowy element bloku operacyjnego,
- Część dydaktyczna dla 120 studentów, z salą audytoryjną i 2 salami seminaryjnymi[1].

Obecnie dyrektorem szpitala jest lek. med. Irena Kierzkowska, która została laureatką ogólnopolskiego konkursu Sukces Roku 2017 w Ochronie Zdrowia - Liderzy Medycyny organizowanego od 2000 r. przez wydawnictwo Termedia oraz czasopismo „Menedżer Zdrowia”. Dyrektor Kierzkowską wybrano Menedżerem Roku 2017 w Ochronie Zdrowia - placówki publiczne, między innymi za utrzymanie płynności finansowej szpitala.

## Oddziały szpitalne
- Szpitalny Kliniczny Oddział Ratunkowy
- Oddział Kliniczny Anestezjologii i Intensywnej Terapii
- Oddział Kliniczny Neurologiczny
- Oddział Udarowy
- Oddział Rehabilitacyjny
- Oddział Rehabilitacji Neurologicznej
- Oddział Kliniczny Nefrologiczny, Hipertensjologii i Chorób Wewnętrznych
- Oddział Kardiologiczny
- Oddział Intensywnego Nadzoru Kardiologicznego
- Oddział Kliniczny Endokrynologiczny, Diabetologiczny i Chorób Wewnętrznych
- Oddział Gastroenterologiczny
- Oddział Kardiochirurgiczny
- Oddział Hematologiczny
- Oddział Okulistyczny
- Oddział Kliniczny Chirurgii Ogólnej i Onkologicznej
- Oddział Kliniczny Chirurgii Naczyniowej
- Oddział Otolaryngologiczny i Onkologii Laryngologicznej
- Oddział Kliniczny Chirurgii Urazowo-Ortopedycznej
- Oddział Kliniczny Neurochirurgiczny
- Oddział Ginekologiczno- Położniczy i Ginekologii Onkologicznej
- Oddział Neonatologii i Intensywnej Terapii Noworodka
- Oddział Transplantologiczny

## Poradnie specjalistyczne i pracownie
- Poradnia Diabetologiczna
- Poradnia Endokrynologiczna
- Poradnia Chirurgii Naczyniowej
- Poradnia Chirurgii Onkologicznej
- Poradnia Kardiochirurgiczna
- Poradnia Neurochirurgiczna
- Poradnia Hematologiczna
- Poradnia Nefrologiczna
- Poradnia Hepatologiczna
- Poradnia Okulistyczna
- Poradnia Chorób Odzwierzęcych i Pasożytniczych
- Poradnia Wirusowego Zapalenia Wątroby
- Poradnia Lekarza Zakładowego
- Poradnia Transplantacji Nerek
- Poradnia Neurologiczna
- Poradnia Ginekologiczno-Położnicza i Ginekologii Onkologicznej
- Poradnia Nadciśnienia Tętniczego
- Poradnia Otolaryngologiczna
- Poradnia Anestezjologiczna
- Poradnia Genetyczna
- Poradnia Medycyny Nuklearnej
- Poradnia dla chorych żywionych poza- i dojelitowo w warunkach domowych
- Poradnia Chirurgii Urazowo – Ortopedycznej
- Poradnia Gastroenterologiczna
- Poradnia Kardiologiczna

## Współpraca z Wydziałem Nauk Medycznych Uniwersytetu Warmińsko-Mazurskiego
Na terenie szpitala funkcjonują liczne kliniki uniwersyteckie oraz prowadzone są wykłady i seminaria dla studentów Wydziału Nauk Medycznych.